# Сијеста
Сијеста (поподневна дремка) је обичај, који се састоји од одмора од неколико минута (уобичајено је од двадесет до тридесет, али може да потраје и до неколико сати), након ручка, подразумева кратку дремку са циљем да се прикупи енергија за остатак дана.

## Карактеристике
Овај обичај јавља се у деловима јужне Европе и Латинске Америке, али и у Кини, Тајвану, Филипинима, Индије, на Блиском истоку и у Северној Африци. Ова реч потиче од римског шестог сата, онај час који представља шести по реду на сунчаном сату, од дванаест дневних сати на њему, односно око 14 часова по подне по данашњем мерењу времена. То је био моменат када се правила пауза од дневних радова да се одмори и поврати снага.
Сијеста, такође, има биолошко објашњење. Последица је успорења крвног притиска после јела, које се јавља у  нервном систему и  дигестивном систему, и узрокује поспаност. Имајући у виду да шпански оброци могу бити обимни, шпанску дневну рутину и режим исхране у Европи у којима су калоричнији и богатији оброци распоређени у првом делу дана, као и европски биоритам:  независно од тога да ли сте јели или не, поспаност ће свакако обузети организам када прође осам сати откад сте се пробудили. Са друге стране, у тропским пределима, шпанским колонијама на југу Европе, а у самој Шпанији, у овом делу дана је најтоплије, стога се чак и животиње повлаче у своја скровишта и одмарају.
Научно је доказано да сијеста, не дужа од 30 минута (више од тога може да поремети биолошки сат и да изазове несаницу ноћу) побољшава здравље у целини и циркулацију крви (мада је ово дискутабилно али: постоје епидемиолошка истраживања која тврде да може да спречи инфаркт миокарда) и спречава премарање, тензију или стрес. Поред тога, побољшава памћење и механизме учења и нуди могућност да организам уштеди енергију, да буде продуктиван и изрджи много дуже у будном стањуа да га не стигне умор.
Истакнуте личности, хвалиле су и поштовале овај обичај, као што је на пример био Алберт Ајнштајн, или Винстон Черчил, који је на Куби научио да одмара по подне. Уживао је у поподневној сијести и његови сарадници били су зачуђени одакле му енергија да у два после поноћи буде одморан и спреман за рад, за време Другог светског рата. Један од најважнијих писаца, 20. 20., у Шпанији, добитник Нобелове награде, Камило Хосе Села, иако са његовим чувеним сарказмом, ценио је овај обичај и практиковао га. Овај романописац је говорио да сијестu треба обавити како доликује "у пиџами и са Оченаш и ношом."
У предратном Београду радње су биле затворене од 12:30 до 15:00 сати; током лета 1940. многи локали су продужили поподневни одмор до 16.

## Овнова сијеста
Сијеста која се обавља пре јела зове се сиеста овна , као и канонског.
"зими вештачка кост и лети сијеста овна".